# Ralf Schüler und Ursulina Schüler-Witte

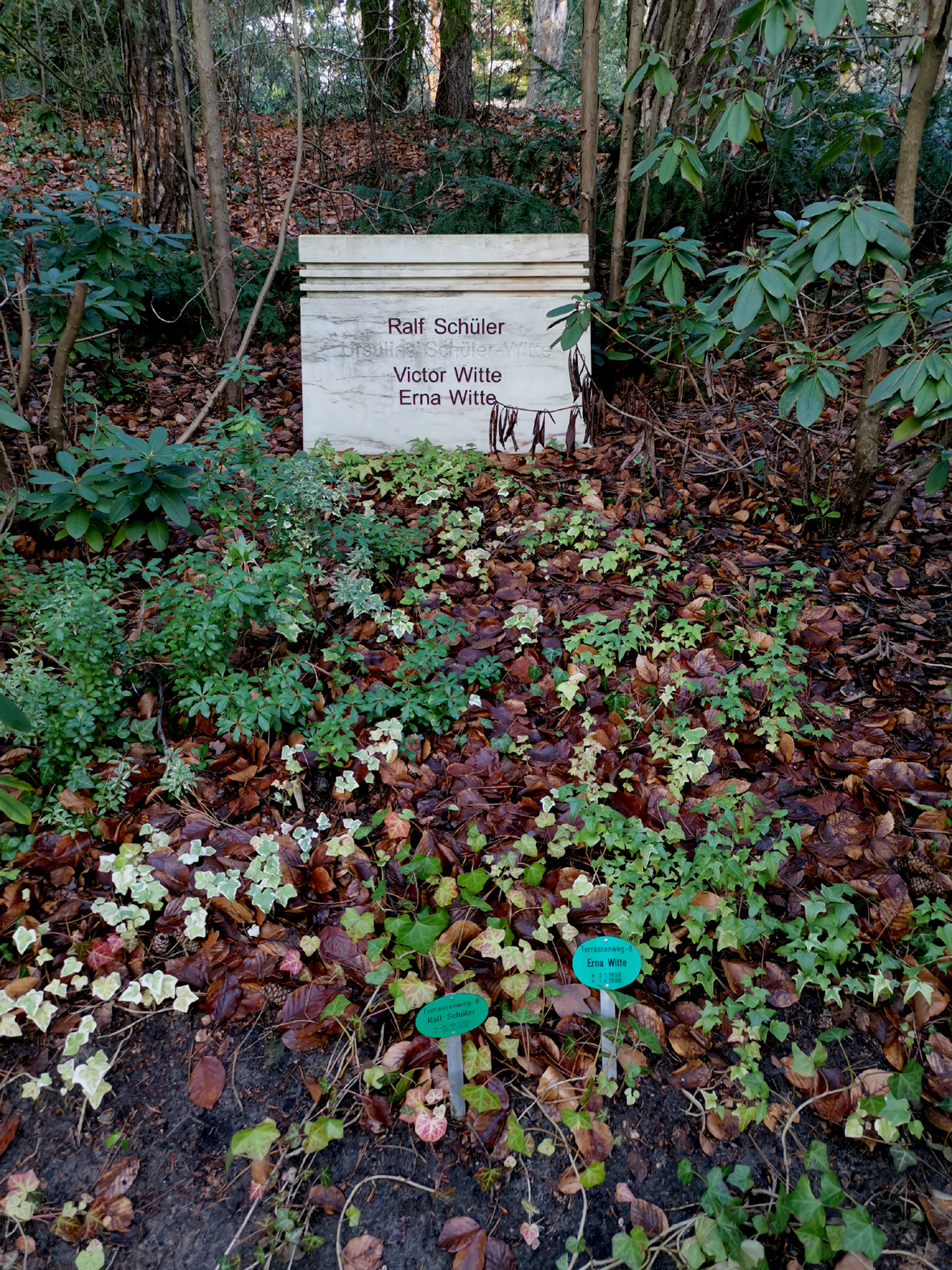
Grabstelle auf dem Parkfriedhof Berlin-Lichterfelde

Das deutsche Ehepaar Ralf Schüler (* 26. Oktober 1930; † 10. März 2011 in Berlin) und Ursulina Schüler-Witte (* 2. Februar 1933 in Berlin als Ursulina Witte, † Mai 2022 in Berlin) betrieb ein gemeinsames Architekturbüro.

## Leben
Der in Berlin-Pankow geborene gelernte Elektromechaniker Ralf Schüler und Ursulina Witte lernten sich 1953 beim Architekturstudium an der Technischen Universität Berlin (TU Berlin) kennen. Ursulina Witte schloss ihr Studium 1960 mit Diplom ab. Von November 1961 bis August 1967 waren beide im privaten Architekturbüro ihres Professors Bernhard Hermkes angestellt. Ralf Schüler arbeitete in dieser Zeit vorrangig als Bauleiter am Gebäude der Architekturfakultät der TU Berlin am Ernst-Reuter-Platz. Die Mitarbeit bei Hermkes veranlasste Ralf Schüler 1966 sein Studium abzubrechen, da er sich durch die Arbeit im Büro für vollständig ausgebildet hielt.
Im Jahr 1964 nahmen Ralf Schüler und Ursulina Witte am Wettbewerb für die Gestaltung des U-Bahnhofs Blissestraße teil. Da Hermkes Jury-Mitglied war, wurde der Wettbewerbsbeitrag der beiden ausgeschlossen, aber dennoch zur Bewertung hinzugezogen. Der Entwurf von Schüler/Witte wurde als bester bewertet und somit verlief der Wettbewerb ergebnislos, da kein anderer Wettbewerbsbeitrag für gut genug beschieden wurde. Mit ihrem Beitrag konnten Schüler und Witte trotz des Ausschlusses auf sich aufmerksam machen und erhielten in der Folge im Jahr 1967 den Auftrag zur Gestaltung des U-Bahnhofs Schloßstraße als Direktvergabe. Im selben Jahr heirateten Ralf Schüler und Ursulina Witte und eröffneten ihr Architekturbüro in Berlin.
Am Standort des zukünftigen U-Bahnhofs Schloßstraße sollte die Bundesautobahn 104 mit dem Steglitzer Kreuz verknüpft werden. Somit sollte ein multidimensionaler Verkehrsknoten entstehen. Obwohl nur für die Gestaltung des U-Bahnhofs beauftragt, erweiterten die beiden Architekten ungefragt ihr Entwurfsgebiet auf die Kopfbauten des U-Bahnhofs und die Hochstraße. Zur Betonung des Verkehrsknotens schlugen sie zudem eine monolithische Skulptur vor, für die sie allerdings keine Finanzierung bekamen. Um dennoch die Anlage betonen zu können, entwarfen sie einen Turm mit drei Nutzgeschossen, den sie privaten Investoren vorschlugen. Nach diversen Entwurfsstadien, Finanzierung von westdeutschen Immobilienspekulanten und zwischenzeitlichem Baustopp wurde so 1976 der Bierpinsel eröffnet.
Parallel zur Arbeit am Bierpinsel gewannen Schüler/Schüler-Witte den Wettbewerb für den Neubau des Berliner Kongresszentrums, das später das Internationale Congress Centrum (ICC) Berlin werden sollte. Das ICC, errichtet von 1973 bis 1979, wurde zum Hauptwerk der beiden Architekten. Trotz des Umfangs des ICC-Auftrags und der internationalen Anerkennung für eines der modernsten Kongresshäuser der Welt erreichten Schüler/Schüler-Witte nie ein internationales Standing. Der ICC-Auftrag blieb das größte Projekt der beiden. Spätere Projekte waren vorrangig Sanierungsprojekte und Beratungstätigkeiten für den Autobahnbrückenbau.
Charakteristisch für das Frühwerk – und somit das Hauptwerk – von Schüler und Schüler-Witte sind die Betonung der technischen Elemente, die prägnante plastische Gestaltung und das Experimentieren mit neuen Baustoffen und Fertigungsmethoden.
Ralf Schüler starb 2011 im Alter von 80 Jahren, Ursulina Schüler-Witte 2022 mit 89 Jahren. Ihre letzte Ruhestätte fanden sie im Familiengrab Witte auf dem Parkfriedhof Lichterfelde in Berlin.

## Werke
Auswahl, basierend auf der Monographie von Ursulina Schüler-Witte (s. Literatur) und dem Vorlass der Architekten in der Berlinischen Galerie:

### Wohnbauten
- Projekte für Kunststoffhäuser (1967)
- Projekt Wohnsiedlung Janus (für die Gagfah), Berlin (ab 1969)
- Projekt Indapt-Bau-Systeme („Wohnen 2000“), zusammen mit Otto Walter Haseloff u. a. (1971–1973)
- Projekt Bandstadt Grunewald, zusammen mit Helge Sypereck, Berlin (1974)
- Haus Haseloff, Berlin-Zehlendorf (1974)
- Sanierung/Rekonstruktion der Villa Andresen, Berlin-Lichterfelde (1974–1976)
- Wohnanlage „Die Augsburg“, Berlin-Schöneberg (1979–1991)
- Schwesternwohnungen Virchow-Klinikum, Berlin-Wedding (1989–1993)

### Öffentliche Bauten
- Projekt Kirche St. Elisabeth, Kassel, Friedrichsplatz (1957–1958)
- Luftschiffhafen (Studienarbeit, 1959–1961)
- Projekt Marine-Arsenal, Kiel (1960)
- Seefahrtschule, Kieler Förde (Diplomarbeit, 1960)
- Projekt Glockenspielturm Aegidienkirche, Hannover (1960)
- Fakultät für Architektur der TU (sog. Hermkes-Bau, als Angestellter im Büro H.), Berlin-Charlottenburg (1961–1963)
- Wettbewerb Haupt- und Realschule, Malente (1971)
- Beleuchtung am Kurfürstendamm, Berlin (1975)
- Projekt Wannseecorso, Berlin (1980)
- Projekt Luftsicherheitszentrale, beim Kammergericht, Berlin-Schöneberg (1982–1983)
- Erweiterung Kriminalgericht Moabit (Haus B), Berlin-Moabit (1987–1991)
- Sanierung und Umbau des Kammergerichts, Berlin-Schöneberg (1991–1996)
- Rathaus (Bürodienstgebäude), Berlin-Hellersdorf (1991–1998), verbunden mit:
  - kommunalem Ausstellungszentrum „Pyramide“ (1994)

### Museumsbauten
- Projekt Technikmuseum Berlin an der Jaffé-/Heerstraße bzw. im Flughafen Tempelhof (1966–1974)
- Projekt Pavillon Kalabscha-Tor/Sahure-Tempel im Garten von Schloss Charlottenburg, Berlin (1972)
- Umbau Antikenmuseum im westlichen Stülerbau, zusammen mit Goerd Peschken, Schloßstraße 1, Berlin-Charlottenburg (1972–1974) und Schatzkammer im Kellergeschoss, zusammen mit Helge Sypereck (1974–1975)
- Erweiterung Ägyptisches Museum Berlin im Marstall, Schloßstraße 69a, Berlin-Charlottenburg (1982–1983), damit verbunden:
  - Umbau im östlichen Stülerbau, Schloßstraße 70 (1983–1984)
  - Hallenbau an den Marstall (Sahure-Tempel, 1983–1989)
  - Abguss-Sammlung Antiker Plastik, zusammen mit Helge Sypereck, Schlossstraße 69b (1985–1988)
  - Bezirksmuseum Charlottenburg, Schloßstraße 69 (1987)
  - Naturwissenschaftliche Sammlung (Schloßstraße 69a, 1987–1989)
- Sammlung Werner des Johanniterordens, Berlin-Lichterfelde (1985)
- Museum für Vor- und Frühgeschichte im Schloss Charlottenburg, Berlin (1987–1989)
- Vorschläge zum Wiederaufbau des Berliner Stadtschlosses (1993–1998)
- Verschiedene temporäre Ausstellungsgestaltungen

### Hallen, Zentren
- Projekt Erweiterung Messehallen an der Jafféstraße, Berlin-Charlottenburg (1965/1966)
- Internationales Congress Centrum Berlin (1971–1979), damit verbunden:
  - Projekt Kunsthalle (auf dem Dach des ICC), 1974
- Projekt Freizeit-Center „Fahranaz Region“, Elburs-Gebirge, Iran (1974–1976)
- Projekt Kongresszentrum, Abu Dhabi (1981–1982)
- Projekt Wiederaufbau der Kongresshalle Berlin (Haus der Kulturen der Welt, „Schwangere Auster“, 1983)

### Öffentlicher Verkehr
- Projekt U-Bahnhof Blissestraße, Berlin-Wilmersdorf (1964)
- Projekt Knotenpunkt Schildhornstraße, Berlin-Steglitz (1969), daraus entstanden:
  - U-Bahnhof Schloßstraße (1971–1974)
  - Turmrestaurant Bierpinsel (1976, mit Vorbau 1986 und Mobilfunkanlage 1993)
  - Joachim-Tiburtius-Brücke, Schloßstraße (1988–1990)
- Projekt Schwebebahn Kurfürstendamm, Berlin (ca. 1975)
- Sanierung des S-Bahnhofs Witzleben, Berlin-Charlottenburg (1993, oder 2002?)
- Rekonstruktion der Kuppel des U-Bahnhofs Nollendorfplatz, Berlin-Schöneberg (2002)

### Brücken
- Projekt Fußgängerbrücke, Bundesallee, Berlin-Wilmersdorf (1969)
- Lichtensteinbrücke und Rosa-Luxemburg-Steg, Berlin-Tiergarten (1978–1987), damit verbunden:
  - Denkmal für Rosa Luxemburg (1986–1987)
  - Gedenksäule für Karl Liebknecht (1986–1987)
- Projekt Havelbrücke, Berlin-Spandau (1993)
- Projekt Nedlitzer Nordbrücke, Neu Fahrland (1999)

### Autobahnbau
- Entwurf oder architektonische/gestalterische Beratung bei Brücken- und Tunnelbauten im Thüringer Wald (A 71, A 73), darunter:
  - Talbrücke Schwarzbachtal (1997–1999)
  - Talbrücke Wilde Gera (1997–2000)
  - Talbrücke Steinatal (1998–2000)
  - Tunnel Hochwald (1998–2001)
  - Tunnel Alte Burg (1998–2002)
  - Rennsteigtunnel (1998–2003)
  - Tunnel Berg Bock (1999–2002)
  - Lärmschutzeinhausung, Jena-Lobeda (2004–2010)
  - Brückenbauwerk 187/1A, Jena (2006–2007)
  - Brückenbauwerk 188/1A, Jena (2006–2008)
  - Böbertalbrücke (2007–2009)
  - Hörseltalbrücke (2008–2010)
  - Nessetalbrücke (2008–2010)

### Galerie

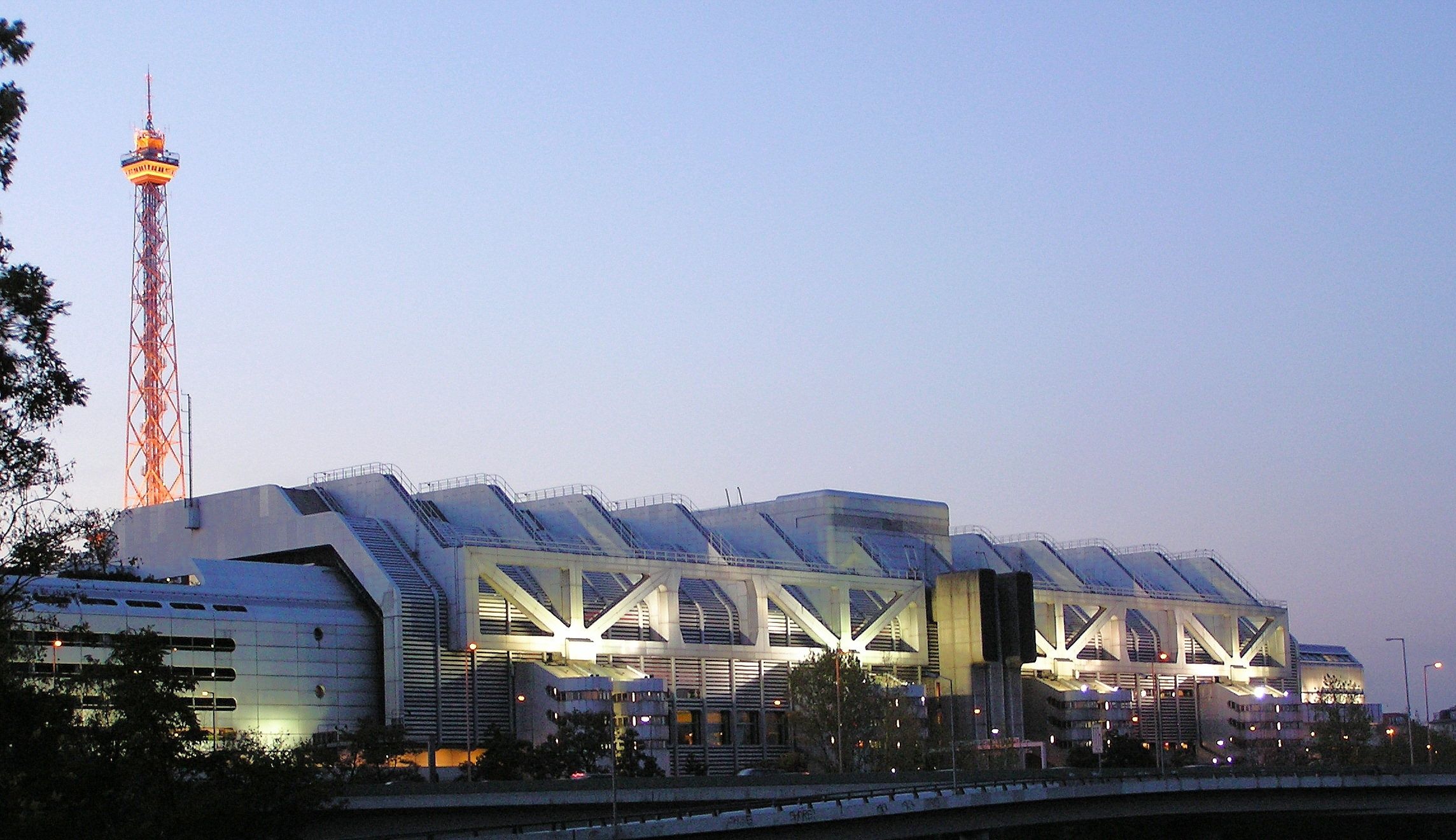
Internationales Congress Centrum Berlin, 1971–1979
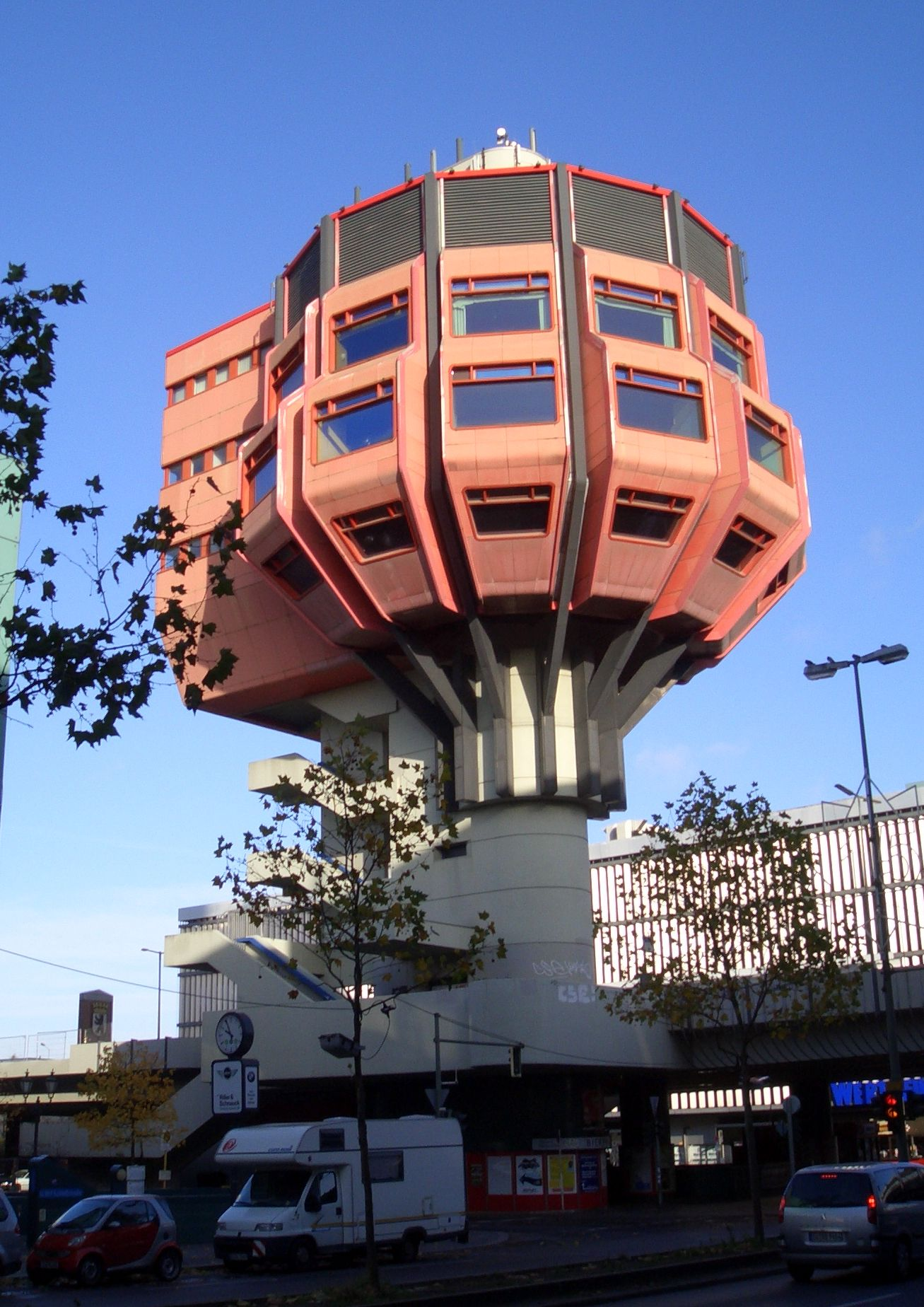
Bierpinsel, Berlin 1976
Denkmal für Rosa Luxemburg, Berlin 1987
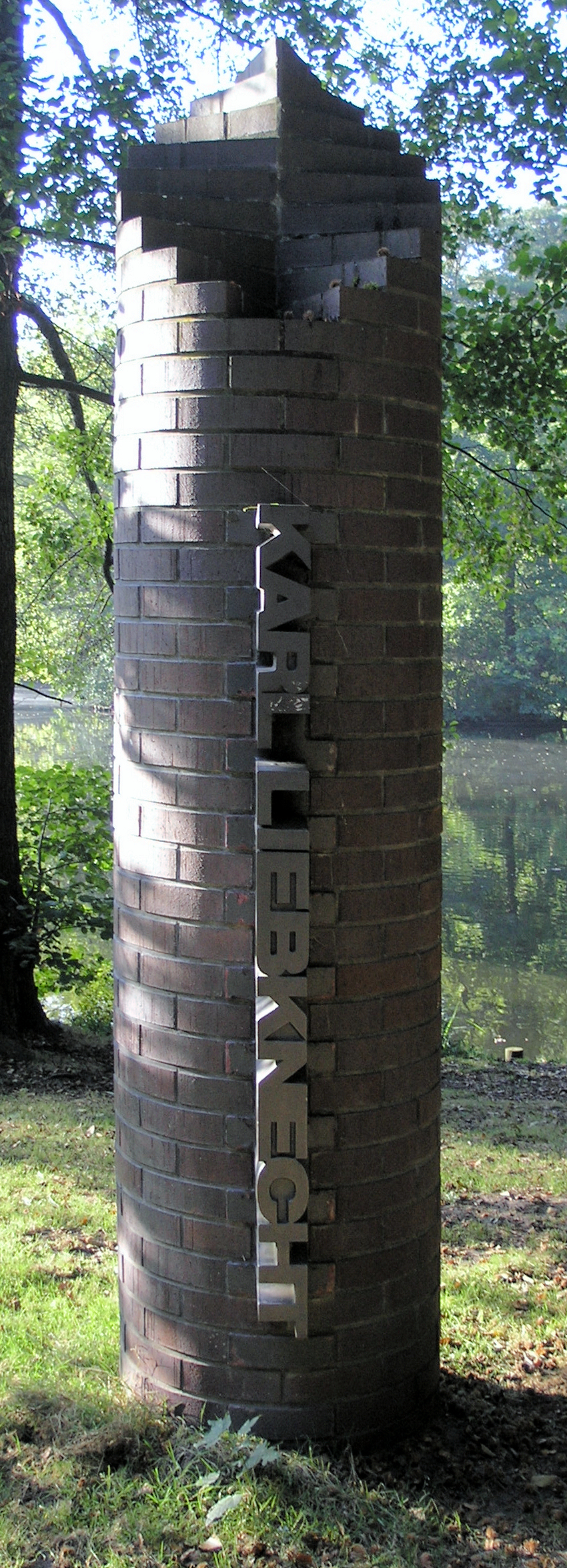
Denkmal für Karl Liebknecht, Berlin 1987
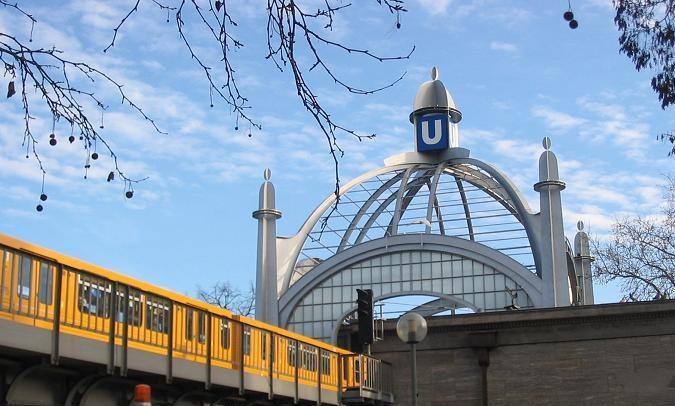
Kuppel des U-Bahnhofs Nollendorfplatz, Berlin 2002